# Gustave Charlier
Pour les articles homonymes, voir Charlier.
Ne doit pas être confondu avec Gustave Charlier (architecte).
 (mai 2019).
Si vous disposez d'ouvrages ou d'articles de référence ou si vous connaissez des sites web de qualité traitant du thème abordé ici, merci de compléter l'article en donnant les références utiles à sa vérifiabilité et en les liant à la section « Notes et références ».
Gustave Charlier est un historien de la littérature et un romaniste belge né à Huy le 20 juillet 1885 et mort à Bruxelles le 8 avril 1959 .
Il est l’auteur du Mouvement romantique en Belgique (1815-1850) et a dirigé avec Joseph Hanse la publication de l’Histoire illustrée des lettres françaises de Belgique.

## Biographie
Gustave Charlier naît à Huy où son père est instituteur.
Après avoir poursuivi ses études secondaires à l’athénée hutois, il part étudier la philologie romane à l’université de Liège auprès de Maurice Wilmotte. Il obtient son doctorat en 1908 avec une thèse intitulée Le Sentiment de la nature chez les romantiques français.
Il poursuit ensuite ses études à Paris auprès des professeurs Joseph Bédier, Gustave Lanson et Abel Lefranc. Une bourse de voyage lui permet de fréquenter l’Institut des études supérieures de Florence, puis l’université de Bonn.
Il est engagé comme professeur à l’université libre de Bruxelles (ULB) en 1912 et le reste jusqu’en 1955. Il y fonde la section de philologie romane. En 1921, il est élu à l’Académie royale de langue et de littérature françaises de Belgique.
De décembre 1941 à mars 1942, il est emprisonné par les forces d’occupation allemandes au fort de Huy car, en tant que membre du conseil d’administration de l’ULB, il a approuvé la décision de fermer l’université en réaction aux pressions des autorités nazies.
Charlier était l’époux de l’historienne Suzanne Tassier (1898-1956).

## Distinction
- Commandeur de l'ordre de Léopold en 1946.